# 索布拉杜
索布拉杜是巴西帕拉伊巴州的一个市镇。总面积63.093平方公里，总人口6342人，人口密度100.5人/平方公里。